# 1027 هـ
1027 هـ هي سنة في التقويم الهجري امتدت مقابلةً في التقويم الميلادي بين سنتي 1617 و1618.

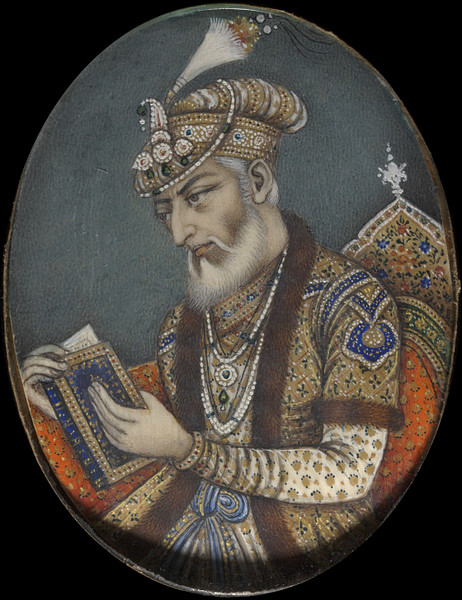
أورنكزيب عالم كير

## مواليد
- أورنكزيب عالم كير
- النصر آبادي

## وفيات
- زهراء الكوش «العذراء» - فقيهة ومتصوفة مغربية.